# Serviço de Estatísticas de Estado da Ucrânia

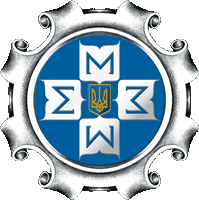
Emblema

O Serviço de Estatísticas de Estado da Ucrânia (em ucraniano:  Державний Комітет Статистики України, transl. Derzhavnyi Komitet Statystyky Ukrainy) é uma agência governamental ucraniana responsável por coletar, analisar e publicar informações e estatísticas a respeito da economia, população e sociedade desse país. Encontra-se sob o controle do Ministério da Economia desde 2010.